# Марабаев, Насибкали Абугалиевич
Марабаев Насибкали Абугалиевич (20 декабря 1937, Атырау — 19 Августа 2007, Лондон) —  государственный и общественный деятель Казахстана, основатель промышленного освоения нефтяных богатств Западного Казахстана. Его именем названы лицеи в городе Актау, в городе Жанаозен – проспект.

## Краткая биография
- Окончил в 1957 году Московский институт нефти и газа им. И.М.Губкина, горный инженер.
- В 1987 году общественную академию ЦК КПСС.
- 1959-1980 — помощник бурильщика, бурильщик, старший инженер по бурению, главный инженер Прорвинской конторы бурения, директор Узенской КЭБ, начальник Узеньского управления буровых работ, зам. генерального.директора ПО «Мангышлакнефть».
- 1980-1988 — Секретарь Мангышлакского обкома Компартии Казахстана, Председатель Мангышлакского облисполкома, инспектор отдела организационно-кадровой работы ЦК Компартии Казахстана.
- 1988-1990 — 1-й Заместитель Председателя Комитета народного контроля КазССР.
- 1990-1995 — Председатель Мангышлакского облисполкома. 1-й Заместитель Главы Мангышлакской обладминистрации. Генеральный директор ПО «Мангышлакнефть».
- 1995-2004 — Советник Президента ГХК «Мунайгаз», ННК «Казахойл». Советник генерального директора Карачаганак Петролеум Оперейтинг.
- 2004-2007 — Исполнительный директор ОФ «Мунайшы». Депутат Верховного Совета КазССР 11-го созыва.
- 2006-2007 — Председатель Совета ветеранов при акиме Мангистауской области - Советник акима Мангистаукой области. Учредитель и член попечительского совета ОФ «Мунайшы».
- Скончался в 2007 году.

## Награды
Награждён орденами Трудового Красного Знамени (1975, 1980).
Курмет (1999), Почётной грамотой Верховного Совета КазССР.
Медалью «40 лет Узеньского месторождения».
Почётный гражданин города Актау, города Жанаозен и города Даллас штат Техас США.